# バレーボールカザフスタン男子代表
バレーボールカザフスタン男子代表（バレーボールカザフスタン だんしだいひょう）は、バレーボールの国際大会で編成されるカザフスタンの男子バレーボールナショナルチームである。
1991年まではソビエト連邦の一部だったため、本項では1992年以降の成績を記す。
1992年に国際バレーボール連盟へ加盟。

## 過去の成績

### オリンピックの成績
- 1996年 - 不出場
- 2000年 - 不出場
- 2004年 - 不出場
- 2008年 - 不出場

### 世界選手権の成績
- 1994年 - 不出場
- 1998年 - アジア予選敗退
- 2002年 - 19位
- 2006年 - 21位
- 2010年 - アジア予選敗退

### アジア選手権の成績
- 1993年 - 準優勝
- 1995年 - 14位
- 1997年 - 12位
- 1999年 - 11位
- 2001年 - 9位
- 2003年 - 8位
- 2007年 - 10位
- 2009年 - 5位